# 산로렌첼로
산로렌첼로(이탈리아어: San Lorenzello)는 이탈리아 캄파니아주 베네벤토도의 코무네다. 나폴리로부터 북동쪽, 베네벤토로부터 북서쪽 25km 거리에 있다.